# Mount Ivy
Mount Ivy är en så kallad census-designated place i Rockland County i delstaten New York. Vid 2020 års folkräkning hade Mount Ivy 7 657 invånare.